# Germarostes senegalensis
Germarostes senegalensis är en skalbaggsart som beskrevs av François Louis Nompar de Caumont de Laporte 1840. Germarostes senegalensis ingår i släktet Germarostes och familjen Hybosoridae. Inga underarter finns listade i Catalogue of Life.